# Forstrevier

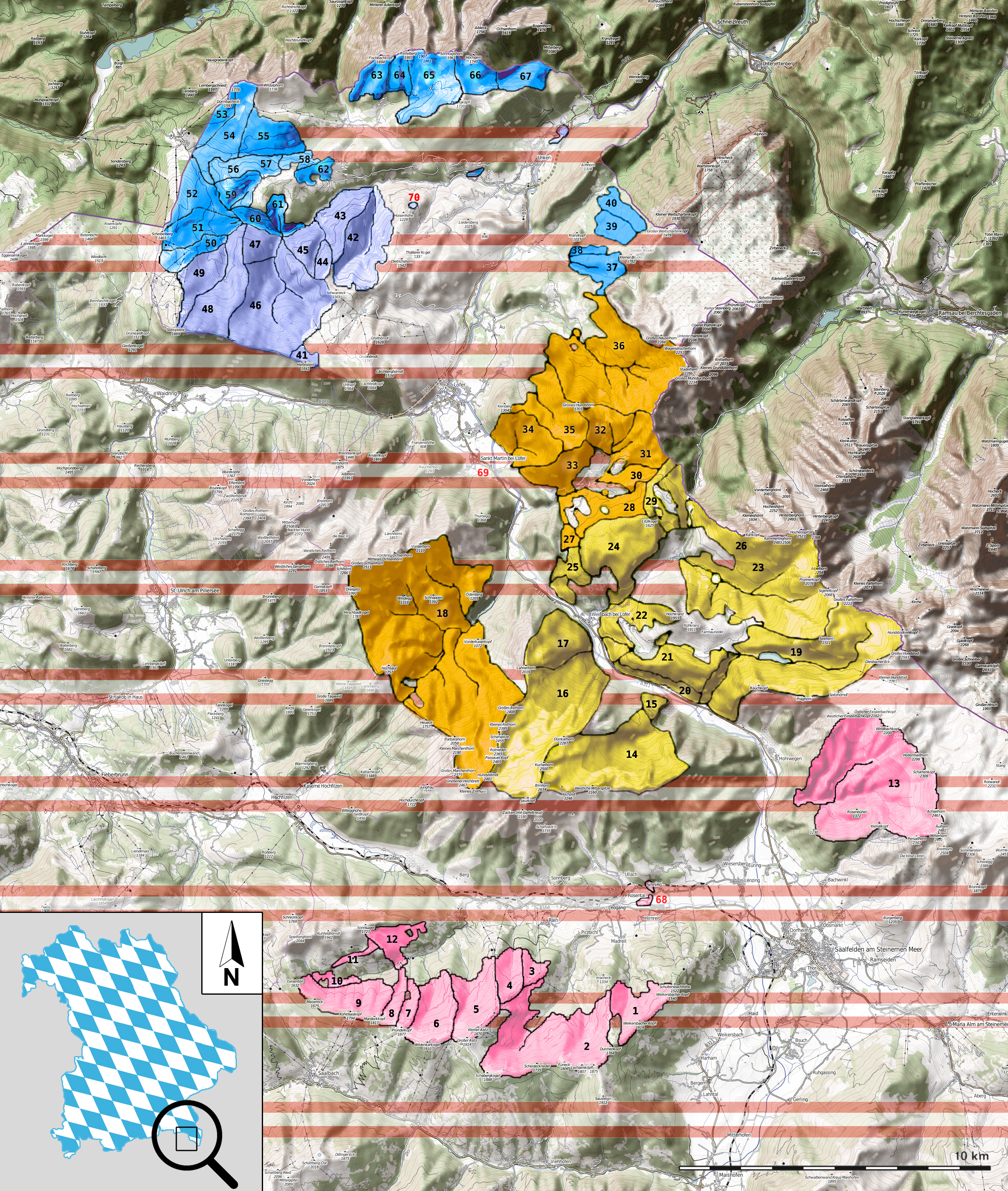
Fünf Forstreviere (farblich hervorgehoben) des Forstbetrieb Saalforste in Österreich

Ein Forstrevier, kurz Revier, ist ein abgegrenztes Waldgebiet und eine hierarchische Stufe der Forstverwaltungsgliederung. Innerhalb eines Forstbezirks gibt es mindestens einige Forstreviere. Den Forstrevier betreut ein Forstrevierleiter, der sich um die Waldbewirtschaftung, Aufforstung, Baumfällung usw. kümmert. 
Ein Forstrevier hat in Deutschland eine Fläche von 800-900 ha bis 5.000 und mehr Hektar. Die durchschnittliche litauische Forstreviergröße beträgt 3.045 Hektar (im Jahr 2013). Früher betrug 3.300 Hektar und mehr (2004). Die kleinsten litauischen Forstreviere sind etwa 1.500 Hektar (zum Beispiel, in Varlaukis) und die größten bis zu 36.000 Hektar (zum Beispiel, die Försterei Šešuolėliai; davon bewaldet sind 12.000 Hektar).